# Jürgen Wingert
Jürgen Wingert (* 27. Januar 1944) ist ein ehemaliger deutscher Fußballspieler. Für Borussia Neunkirchen absolvierte der Mittelfeldspieler in den Saisons 1965/66 und 1967/68 in der Fußball-Bundesliga 26 Spiele und erzielte fünf Tore.

## Karriere
Der 18-jährige Nachwuchsspieler Jürgen Wingert debütierte am 19. August 1962 beim Auswärtsspiel in der Fußball-Oberliga Südwest gegen Eintracht Bad Kreuznach in der Ligamannschaft vom Ludwigshafener SC. Im letzten Jahr des alten erstklassigen Oberligasystems, 1962/63, standen für den LSC die Stadtderbys gegen Tura und BSC Oppau auf dem Programm. In den zwei Begegnungen gegen den Meister 1. FC Kaiserslautern gab es mit 1:6 und 1:9 deutliche Niederlagen. An der Seite der Mitspieler Volker Bösherz, Egon und Emil Hill absolvierte Wingert in seinem ersten Seniorenjahr unter Trainer Otto Schnetzer 27 Spiele und erzielte 13 Tore. Der LSC belegte am Rundenende den siebten Rang, einen Punkt vor Tura Ludwigshafen auf dem achten Platz. Zur neuen Saison 1963/64 trug der LSC durch die Einführung der Fußball-Bundesliga seine Verbandsspiele in der zweitklassigen Fußball-Regionalliga Südwest aus. Jetzt kam zu Tura und Oppau auch Phönix Ludwigshafen als Lokalderby hinzu. Am achten Spieltag, den 22. September 1963, erzielte Wingert in der ersten Halbzeit beim Auswärtsspiel gegen Phönix Bellheim einen Hattrick zur vorübergehenden 3:0-Führung. Insgesamt absolvierte er 35 Spiele und erzielte 15 Tore. Der LSC platzierte sich mit 40:36 Punkten auf dem neunten Rang, punktgleich gefolgt von Phönix. Nach einem weiteren Jahr Regionalliga, 1964/65, jetzt hatte in Ludwigshafen der neue Fusionsverein Südwest mit dem fünften Rang die Nase vorne, der LSC kam mit sechs Punkten Rückstand auf den achten Rang, wechselte Wingert zur Saison 1965/66 nach insgesamt 84 Oberliga- und Regionalligaspielen mit 37 Toren zum Bundesligisten Borussia Neunkirchen.
Mit der Borussia pendelte er in seinen drei Jahren zwischen Bundesliga und Regionalliga. Nach seinem zweiten Abstieg kehrte er im Sommer 1968 zu seinem Heimatverein Südwest Ludwigshafen zurück, wo er bis 1972 spielte. Unter Trainer Horst Buhtz debütierte Wingert am 14. August 1965 im heimischen Ellenfeldstadion gegen den Aufsteiger Borussia Mönchengladbach in der Bundesliga. Beim 1:1-Remis bildete er auf Halblinks mit dem Linksaußen und weiteren Neuzugang Werner Görts den linken Flügel der Saarländer. Die Saison beendete Neunkirchen auf dem 17. Platz und Wingert hatte in 19 Einsätzen fünf Tore für den Absteiger erzielt. Mit einem 1:0-Heimsieg am 28. Mai 1966 gegen den Karlsruher SC verabschiedete sich die Borussia aus der Bundesliga. Wingert hatte zusammen mit Jürgen Pontes, Paul Pidancet, Günter Kuntz und Görts die Angriffsreihe gebildet.
In der Regionalligasaison 1966/67 setzte sich Neunkirchen mit zwei Punkten Vorsprung vor dem 1. FC Saarbrücken in der Südwestliga durch und gewann die Meisterschaft. Unter dem neuen Trainer Željko Čajkovski hatten Wingert und Kollegen die beiden Duelle gegen den Meisterschaftsrivalen aus der saarländischen Landeshauptstadt mit 2:0 in Neunkirchen vor 25.000 Zuschauern und mit 1:0 in Saarbrücken vor 40.000 Zuschauern gewonnen. In 21 Ligaspielen hatte Wingert sechs Tore erzielt. In der erfolgreichen Bundesligaaufstiegsrunde gegen SW Essen, Arminia Hannover, Bayern Hof und Hertha BSC kam er nicht zum Einsatz. Die zweite Bundesligarunde 1967/68 mit Neunkirchen verlief wenig erfolgreich. Persönlich kam er lediglich zu sieben Einsätzen und die Borussia stieg als Tabellenvorletzter in die Regionalliga ab. Sein letztes Bundesligaspiel bestritt Wingert am 25. November 1967 bei der 1:5-Heimniederlage gegen den FC Schalke 04. Der Angriff der Gastgeber war dabei mit Hugo Ulm, Wolfgang Gayer, Ludwig Lang, Wingert und Jürgen Fuhrmann aufgelaufen.
Wingert kehrte im Sommer 1968 nach Ludwigshafen zurück, wo er sich dem Regionalligisten SV Südwest anschloss. In den zwei Runden 1969/70 und 1970/71 belegte Südwest jeweils den dritten Rang unter Trainer Kurt Jung und dem Torschützen Manfred Grimm. Im Sommer 1972 beendete Wingert nach insgesamt 94 Regionalligaspielen mit sechs Toren für Südwest, seine höherklassige Lauf. Insgesamt werden für Wingert 27 Oberligaspiele (13 Tore), 26 Bundesligaspiele (5 Tore) und 172 Regionalligaspiele mit 36 Toren notiert.